# Villiers-Saint-Denis
Villiers-Saint-Denis település Franciaországban, Aisne megyében. Lakosainak száma 1074 fő (2022. január 1.). Villiers-Saint-Denis Bézu-le-Guéry, Charly-sur-Marne, Crouttes-sur-Marne és Domptin községekkel határos.

## Népesség
A település népessége az elmúlt években az alábbi módon változott:
| Lakosok száma | 670  | 768  | 798  | 1017 | 1039 | 1037 | 1127 | 1166 | 1161 | 1074 |
|               | 1968 | 1982 | 1990 | 2006 | 2013 | 2015 | 2017 | 2019 | 2020 | 2022 |